# Nhà Rochechouart
Nhà Rochechouart (tiếng Pháp: [ʁɔʃ(ə)ʃwaʁ]; Maison de Rochechouart) là một trong những gia đình quý tộc lâu đời nhất ở Pháp. Gia tộc này trở nên quyền lực trong Vương triều Caroling, khởi đầu từ Foucher, người ủng hộ Hoàng đế Charles Hói, nên được phong tử tước (vicomte) xứ Limoges vào năm 876. Hậu duệ của ông đã nắm quyền cai trị Tử quốc Limoges đã tạo ra các nhánh Rochechouart, Mortemart, Brosse, và cai trị khu vực này trong nhiều thế kỷ, sản sinh ra nhiều nhân vật có ảnh hưởng của Pháp, trong đó có các chính trị gia, binh lính, công chức và những nhân vật đáng chú ý khác. Gia tộc được đặt tên theo thị trấn Rochechouart, hiện nay là xã Rochechouart thuộc tỉnh Haute-Vienne, vùng Nouvelle-Aquitaine.
Nhân vật nổi tiếng nhất của Nhà Rochechouart có lẽ là Madame de Montespan, là tình nhân của vua Louis XIV của Pháp và sinh ra cho nhà vua 7 người con ngoài giá thú. Các con của bà đã được gả vào nhiều hoàng tộc khắp châu Âu và bà đã trở thành tổ tiên của các nền quân chủ ở Tây Ban Nha, Ý, Bulgaria, Bồ Đào Nha, Pháp.